# Ritorno al mondo nuovo
Ritorno al mondo nuovo (titolo originale Brave New World Revisited) è un saggio dello scrittore inglese Aldous Huxley, scritto nel 1958. Scritto più di un quarto di secolo dopo il suo romanzo distopico Il mondo nuovo, l'autore cerca di analizzare se il mondo si sia evoluto nella direzione della visione del futuro che egli ebbe nei primi anni '30 o se se ne sia allontanato, alla luce delle scoperte tecnico-scientifiche succedutesi in questo arco di tempo.
Vi compie un'analisi delle società umane (in particolari quelle più avanzate tecnicamente: paesi europei, USA, URSS) alla luce dei singoli temi da lui trattati.
Per Huxley, la situazione sociale e politica della fine degli anni Cinquanta stava procedendo rapidamente verso le profezie nefaste descritte nel suo romanzo per l'umanità.

## Tema
(Aldous Huxley, Ritorno al mondo nuovo, op. cit., pag. 209)
Il saggio, venato di pessimismo, ma anche di un senso di apprensione e urgenza, termina con un capitolo intitolato Che fare?, ove Huxley offre una serie di riflessioni e suggerimenti per una educazione alla libertà al fine di evitare una paventata deriva totalitaria anche nelle società democratiche.
(Aldous Huxley sulla libertà, Ritorno al mondo nuovo, op. cit., pag. 210)
In particolare, l'autore richiama la necessità di una legge preventiva a protezione dell'integrità psichica degli individui (per preservarli dalle manipolazioni psicologiche tramite l'uso di farmaci e droghe e la persuasione subliminale) e il ritorno a forme meno complesse di organizzazione sociale, contro il pericolo di quella che definisce come una tendenza delle società moderne alla superorganizzazione.
I temi trattati nel saggio sono, in dettaglio:
- la sovrappopolazione
- le maggiori prospettive di vita per persone affette da malattie genetiche, per i progressi della medicina, e le prospettive di selezione genetica.
- l'accentramento del potere economico nella grande industria e, in generale, in imprese di grandi dimensioni; l'aumento della complessità dell'organizzazione sociale e del lavoro al crescere dello sviluppo tecnologico (superorganizzazione).
- l'utilizzo della propaganda e delle tecniche di marketing pubblicitario (che, per Huxley, trovano nel Mein Kampf una delle migliori trattazioni teoriche) utilizzate per la ricerca di consenso politico nelle dittature e il rischio di un loro utilizzo occulto all'interno di una democrazia, che ne verrebbe stravolta.
- il notevole aumento dell'offerta e dell'uso di droghe di sintesi, tranquillanti e altri psicofarmaci, e il loro paragone, in particolare per l'LSD[4], con il Soma (nome che è un probabile riferimento alla divinità indiana), la droga del suo romanzo; l'autore paventa il rischio, sotto una dittatura palese o occulta, di una somministrazione controllata di droghe e farmaci alla popolazione come metodo di controllo politico.
- il possibile utilizzo della persuasione subliminale come tecnica di manipolazione psicologica.
- il possibile utilizzo dell'ipnosi, durante il sonno, come tecnica di manipolazione psicologica.

Nel penultimo capitolo, Huxley traccia una sintesi delle sue convinzioni in merito alla società ideale. Essa si basa sull'educazione alla libertà, fondata sul principio che l'unicità genetica e psicologica di ogni individuo è maggiore e più determinante, per lo sviluppo del genere umano, della comunanza fra individui fondata sull'Etica Sociale, che tende, invariabilmente, alla superorganizzazione, alla attenuazione ed eliminazione delle diversità tramite le tecniche di controllo, alla imposizione di un ordine sociale fondato su ideologie.
Per Huxley, invece, i valori universali da utilizzare come collanti delle società umane, devono essere, in qualche modo, scientificamente provabili e basarsi saldamente sui fatti.
Questi valori sarebbero: la libertà individuale come risultato dell'unicità genetica; la carità e la compassione come frutto del bisogno psicologico d'amore di ogni uomo; l'intelligenza «senza la quale l'amore è impotente e la libertà irraggiungibile».

## Capitoli
1. Sovrappopolazione
2. Quantità, qualità, moralità
3. Superorganizzazione
4. La propaganda in una società democratica
5. La propaganda sotto la dittatura
6. L'arte di vendere
7. Il lavaggio dei cervelli
8. La persuasione chimica
9. La persuasione subconscia
10. Ipnopedia
11. Educazione alla libertà
12. Che fare?

## Edizioni italiane
- Ritorno al mondo nuovo, collana I Quaderni della Medusa n.52, traduzione di Luciano Bianciardi, Milano, Arnoldo Mondadori Editore, 1961. - con Il mondo nuovo, Introduzione di Giuseppe Gadda Conti, Collana Oscar n.319, Mondadori, 1971; Collana Oscar Classici Moderni, Mondadori, 1991, ISBN  88-04-48780-1, pp.340 (105 solo il saggio).
- Il mondo nuovo. Ritorno al mondo nuovo, collana Oscar Classici Moderni, traduzione di L. Bianciardi riveduta da Luciana Bianciardi, Postfazione di Alessandro Maurini, Milano, Mondadori, 2014. - Collana Oscar Moderni, Mondadori, 2016; Collana Oscar Moderni. Cult, Mondadori, 2021-2025.